# António de Mendonça
António de Mendonça ou, mais corretamente, de Mendoça (c. 1600 - Lisboa, 13 de fevereiro de 1675), foi um clérigo português.

## Biografia
D. António de Mendonça foi arcebispo de Lisboa entre 1670 e a sua morte. Era filho de Nuno de Mendonça, 1.º Conde de Vale de Reis, e de sua mulher Guiomar de Noronha, e foi um dos principais expoentes no combate aos excessos praticados pela Inquisição portuguesa. Encontra-se sepultado na Sé de Lisboa.